# Agum I
Agum I, que portava els epítets de Maḫrû, "el primer," o rabi, "el gran", va ser el segon rei conegut dels cassites, segons la Llista dels reis de Babilònia.
Era fill de Gandaix, a qui va succeir potser l'any 1700 aC. Governava a Mari i Terqa quan aquests regnes es van dissoldre, i l'anomenat regne de Khana o Hana fundat pel seu pare. El seu fill Kaixtiliaix I el va succeir.